# Concattedrale di Santa Maria Assunta (Sutri)
La concattedrale di Santa Maria Assunta è il principale luogo di culto di Sutri, in provincia di Viterbo, sito nel borgo antico della città; cattedrale della diocesi di Sutri fino al 1986 (anno della soppressione di quest'ultima), è attualmente una concattedrale della diocesi di Civita Castellana.

## Storia
Costruita su edifici sacri precedenti, l'edificio attuale risale al XII secolo e fu consacrato da papa Innocenzo III nel 1207.
Poco rimane dell'antica chiesa medievale di stile romanico, a causa dei rifacimenti in stile barocco compiuti nel XVII secolo e di quelli aggiuntisi nel XIX secolo, che ne hanno alterato l'antica maestosità e bellezza.

## Descrizione

### Esterno
L'attuale facciata è dovuta agli interventi del XVII secolo, che hanno alterato l'aspetto originario ed anche quello della piazza antistante, che doveva essere più profonda ed ampia. La primitiva facciata era dotata di un portico, decorato con mosaici ed arricchito di sculture in marmo, parte delle quali sono oggi conservate nel museo cittadino. Oggi vi è un portico barocco, ed il portale d'ingresso con decorazione policroma ed intarsi di marmo bianco.
Il campanile è uno dei pochi resti della chiesa medievale, iniziato già tra il X e l'XI secolo. In origine era separato dal resto della chiesa; è costruito in tufo e è suddiviso in quattro ordini di finestre, dalla monofora nel piano più basso, alla quadrifora nel piano più elevato. All'interno della torre è alloggiato un concerto di quattro campane di Re.

### Interno

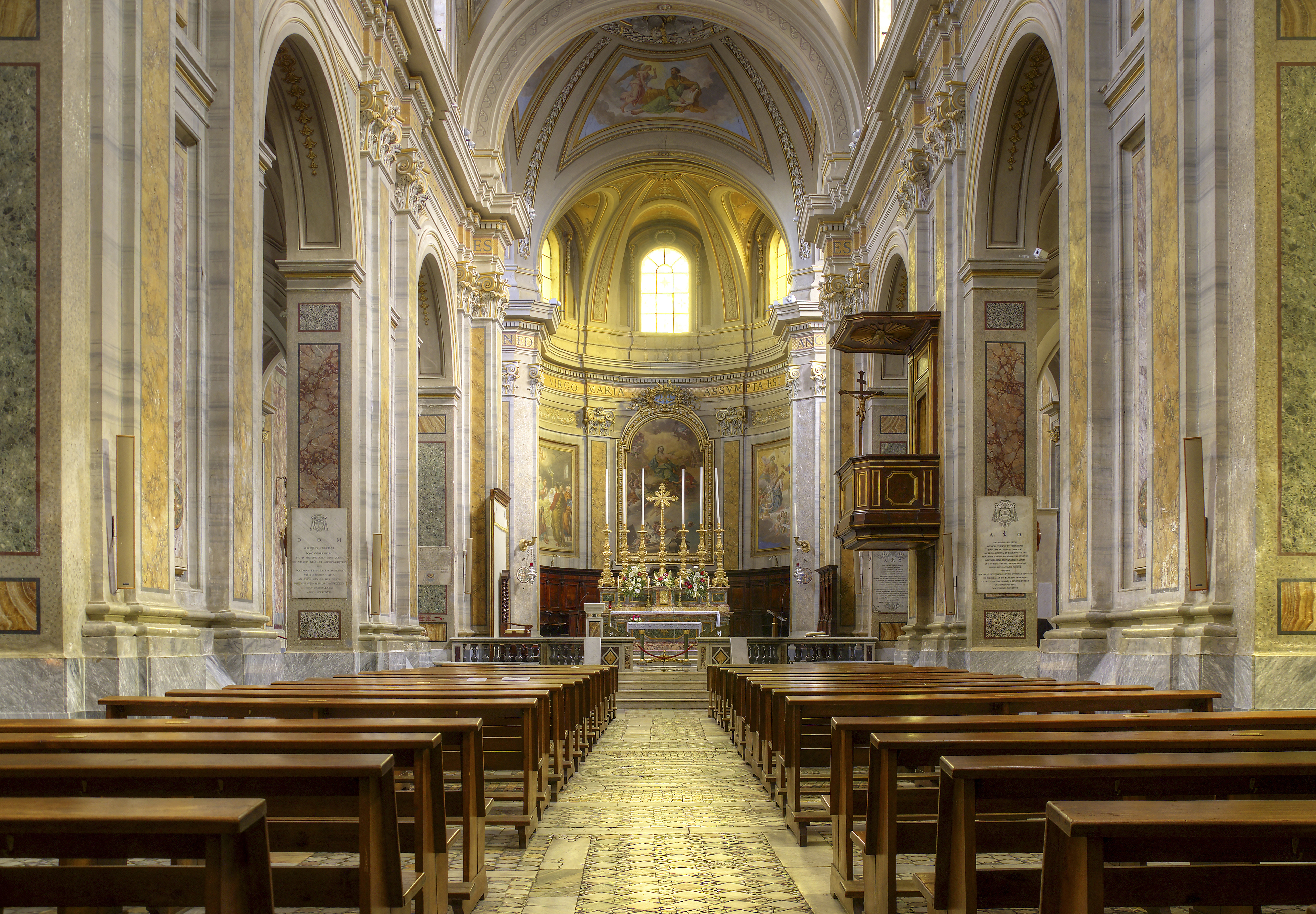
L'interno

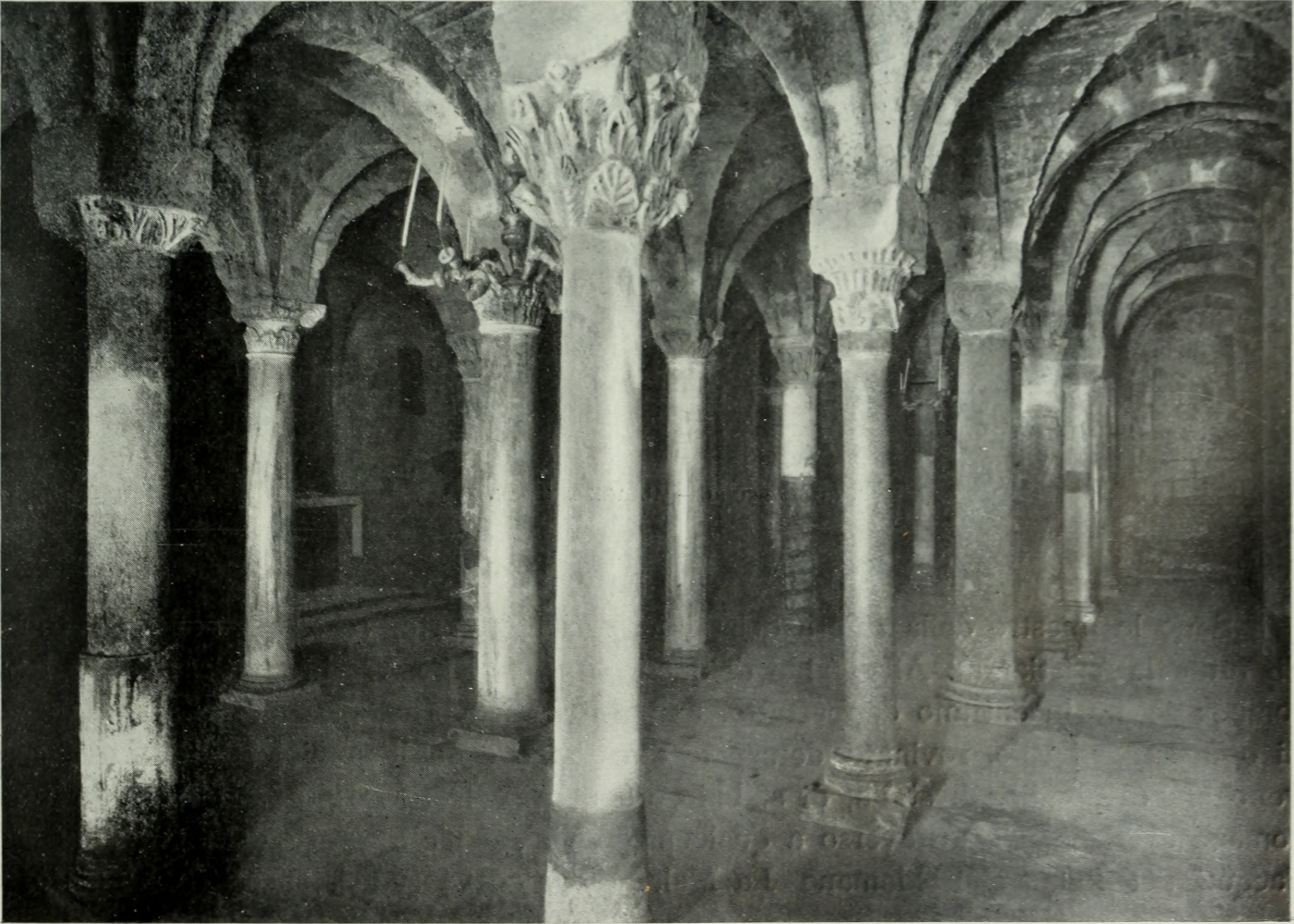
La cripta in una fotografia del 1905

L'interno si presenta a pianta basilicale a tre navate separate da pilastri, con tre cappelle per navata, abside e cripta. Della chiesa medievale rimangono il pavimento cosmatesco e le due colonne di epoca romana imperiale, oggi inglobate dentro i due pilastri precedenti il presbiterio, che sostenevano la navata centrale (le altre colonne simili sono andate perdute).
La volta della navata centrale è arricchita da quattro affreschi, realizzati tra il 1892 ed il 1894 da Luigi Fontana, e raffiguranti quattro santi: Santa Dolcissima, San Felice prete, Sant'Ireneo e San Pio V. Dello stesso Fontana e di Ludovico Mazzanti sono gli affreschi dell'abside, raffiguranti Maria assunta in Cielo, la Morte di Maria e l'Incoronazione di Maria. Nelle cappelle laterali all'abside sono conservati un Crocifisso ligneo che risale alla metà del XIV secolo, ed un ciborio del 1500.
Le cappelle laterali racchiudono tele per lo più del XVII e XVIII secolo. Di notevole valore storico ed artistico è la Tavola del Santissimo Salvatore, conservata nella cappella centrale della navata di sinistra, risalente ai primi anni del XIII secolo, con caratteristiche tipiche della iconografia bizantina, in particolare nella raffigurazione del volto: vi è raffigurato il Cristo benedicente, seduto su un trono tempestato di pietre preziose e perle, che regge un libro nella mano sinistra; il tutto è arricchito dalla vivacità dei colori utilizzati, il rosso per il cuscino, il blu oltremare per la tunica, l'azzurro per il drappo che copre lo schienale, ed il color oro dello sfondo.
La cripta conserva colonne di marmo di epoca romana e vari capitelli di epoche diverse (bizantina, longobarda e romanica); degli affreschi che ornavano le pareti restano solo pochi frammenti. In un vano a sinistra dell'abside è conservato un affresco di scuola umbra raffigurante Cristo in croce tra la Madonna e Maria Maddalena. Infine, nella parete di sinistra, è conservato un busto di bronzo di papa Clemente II, vescovo di Bamberga, che fu eletto papa da un concilio che si tenne a Sutri nel 1046, alla presenza dell'imperatore tedesco Enrico III.

### Organo a canne
Sulla cantoria in controfacciata si trova l'organo a canne Inzoli opus 26, costruito nel 1888 per la chiesa della Santissima Trinità della Missione di Roma e trasferito nella cattedrale nel 1907-11. Integro nelle sue caratteristiche foniche originarie, è a trasmissione integralmente meccanica e dispone di 40 registri (dei quali diversi spezzati) per un totale di 1574 canne; la sua consolle è a finestra ed ha due tastiere e pedaliera. Il materiale fonico è integralmente racchiuso entro una cassa lignea dipinta a finto marmo, con mostra composta da canne di principale disposte in tre cuspidi, con bocche allineate orizzontalmente.